# 유령얼굴박쥐
유령얼굴박쥐 또는 잎턱박쥐(Mormoops megalophylla)는 유령얼굴박쥐과에 속하는 박쥐의 일종이다. 유령박쥐속에 속하며, 벨리즈와 콜롬비아, 엘살바도르, 과테말라, 온두라스, 멕시코, 페루, 트리니다드토바고, 베네수엘라 그리고 미국의 텍사스주에서 발견된다. 유령얼굴박쥐는 유령얼굴박쥐속에 포함되는 현존하는 2종의 하나로 나머지 종은 더 작은 앤틸리스유령얼굴박쥐(Mormoops blainvillii)이다. 유령얼굴박쥐류는 야행성동물이고 반향정위를 이용하여 먹이를 잡는다. 통용명은 피부 주름이 매달려 있는 얼굴의 특이한 외모때문에 붙여진 이름으로 잘 발달되지 못한 코와 크고 둥근 귀가 앞머리를 가로질러 연결되어 있다.